# Regierungsbezirk Nordbaden
Der Regierungsbezirk Nordbaden war ein Regierungsbezirk in Baden-Württemberg, der von 1952 bis 1972 bestand und ab 1. Januar 1973 mit anderer Grenzziehung in den heutigen Regierungsbezirk Karlsruhe überführt wurde. Er ist räumlich und behördlich identisch mit dem Landesbezirk Baden des von 1945 bis 1952 bestehenden Landes Württemberg-Baden.

## Geschichte
Der Regierungsbezirk Nordbaden wurde mit Bildung des Landes Baden-Württemberg im Jahre 1952 als einer von vier Regierungsbezirken errichtet, die anderen waren der Regierungsbezirk Südbaden, der Regierungsbezirk Nordwürttemberg und der Regierungsbezirk Südwürttemberg-Hohenzollern. Der Regierungsbezirk Nordbaden umfasste den nördlichen Teil des ehemaligen Landes Baden bzw. den Landesbezirk Baden des durch die amerikanische Militärverwaltung 1945/46 gebildeten Landes Württemberg-Baden. Das zuständige Regierungspräsidium entstand in Karlsruhe.
Bei der Kreisreform zum 1. Januar 1973 veränderten sich die Grenzen des Regierungsbezirks sehr stark. Das Regierungspräsidium in Karlsruhe ist seitdem auch für Landkreise zuständig, die früher württembergisch waren oder vom Regierungspräsidium Südbaden in Freiburg verwaltet wurden. Im Gegenzug wurden Gebiete in die Zuständigkeit des Regierungspräsidiums Stuttgart abgegeben.
Daher wurde die Bezeichnung von Regierungsbezirk Nordbaden in Regierungsbezirk Karlsruhe geändert.

## Verwaltungsgliederung
Folgende Stadtkreise (kreisfreien Städte) und Landkreise gehörten zum Regierungsbezirk Nordbaden:
| Kfz-Kenn- zeichen (1961) | Stadtkreis / Landkreis     | Zahl der Gemeinden   | Fläche (km²)         | Wohnbevölkerung             | Bevölkerungsdichte (Einwohner je km²) |
|                          |                            | am 31. Dezember 1965 | am 31. Dezember 1965 | 6. Juni 1961 (Volkszählung) | 6. Juni 1961 (Volkszählung)           |
|                          | Stadtkreise                |                      |                      |                             |                                       |
| KA                       | Karlsruhe                  | 1                    | 122,82               | 241 929                     | 1 969,8                               |
| HD                       | Heidelberg                 | 1                    | 94,27                | 125 264                     | 1 328,8                               |
| MA                       | Mannheim                   | 1                    | 144,95               | 313 890                     | 2 165,5                               |
| PF                       | Pforzheim                  | 1                    | 55,63                | 82 532                      | 1 483,6                               |
|                          | Landkreise                 |                      |                      |                             |                                       |
| BR                       | Bruchsal                   | 38                   | 455,50               | 119 009                     | 261,3                                 |
| BCH                      | Buchen                     | 82                   | 827,49               | 62 073                      | 75,0                                  |
| HD                       | Heidelberg                 | 52                   | 486,99               | 146 816                     | 301,5                                 |
| KA                       | Karlsruhe                  | 58                   | 581,75               | 166 460                     | 286,1                                 |
| MA                       | Mannheim                   | 27                   | 313,40               | 158 860                     | 506,9                                 |
| MOS                      | Mosbach                    | 58                   | 453,77               | 64 430                      | 142,0                                 |
| PF                       | Pforzheim                  | 34                   | 278,88               | 63 080                      | 226,2                                 |
| SNH                      | Sinsheim                   | 52                   | 528,60               | 76 202                      | 144,2                                 |
| TBB                      | Tauberbischofsheim         | 84                   | 776,62               | 76 436                      | 98,4                                  |
|                          | Regierungsbezirk Nordbaden | 489                  | 5 120,67             | 1 696 981                   | 331,4                                 |

Quelle: Amtliches Gemeindeverzeichnis Baden-Württemberg, S. 11